# Alue Keumang
Alue Keumang is een bestuurslaag in het regentschap Aceh Barat van de provincie Atjeh, Indonesië. Alue Keumang telt 172 inwoners (volkstelling 2010).